# Ricardo Martínez Rodríguez
Ricardo Martínez Rodríguez (La Vall d'Uixó, 20 de gener de 1970) és un empresari i polític valencià, diputat a les Corts Valencianes en la vi, vii i viii legislatures.

## Biografia
Ha treballat com a director de l'empresa del sector ceràmic Keraben. Alhora, milita al Partit Popular, partit amb el qual ha estat regidor de l'ajuntament de la Vall d'Uixó del 1995 al 1999. Deixà el càrrec quan fou elegit diputat per la província de Castelló a les eleccions a les Corts Valencianes de 2003, 2007 i 2011.